# Fred Thurston
Frederick Charles Thurston, detto Fuzzy (Altoona, 29 dicembre 1933 – Milwaukee, 14 dicembre 2014) è stato un giocatore di football americano statunitense che ha giocato nel ruolo di offensive guard per i Baltimore Colts e i Green Bay Packers della National Football League (NFL).

## Carriera professionistica
Thurston fu scelto nel corso del quinto giro del Draft NFL 1956 dai Philadelphia Eagles. Fu un membro chiave della linea offensiva dei Packers durante gli anni di gloria della squadra sotto la direzione di Vince Lombardi, quando vinsero cinque campionati NFL, inclusi i primi due Super Bowl della storia. Spesso in coppia con l'altra guardia Jerry Kramer, guidò la nota linea offensiva dei Packers. Fu inserito nella formazione ideale della stagione All-Pro nel 1961 e 1962. Prima di unirsi ai Packers, Thurston disputò la stagione 1958 coi Baltimore Colts, con cui vinse il suo primo titolo di campione NFL. Assieme ai due ex compagni di squadra a Green Bay, Herb Adderley e Forrest Gregg, e a Tom Brady, Thurston è uno dei quattro soli giocatori della storia del football ad aver vinto sei campionati. Fu inserito nella Green Bay Packers Hall of Fame nel gennaio 1975.

## Palmarès
- (4) Campione NFL (1958, 1961, 1962, 1965)
- (2) Vincitore del Super Bowl, (I, II)
- First-team All-Pro (1961)
- Second-team All-Pro (1961)
- Packers Hall of Fame